# Форт-226
Форт-226 — модифікація пістолет-кулемета Micro-Uzi.
Ліцензійна версія, що випускається НВО «Форт» (Казенне науково-виробниче об'єднання «Форт» МВС України).
Відрізняється поліпшеною ергономікою, наявністю трьох планок Пікатінні на кришці ствольної коробки та з боків. Ручка зведення затвора перенесена з верху на ліву сторону ствольної коробки (щоб звільнити місце для планки Пікатіні). Ударно-спусковий механізм допускає ведення стрільби чергами і одиночними пострілами з відкритого затвора. Корпус частково виконаний з полімерних матеріалів.